# Album al numero uno nella Billboard 200 nel 1983

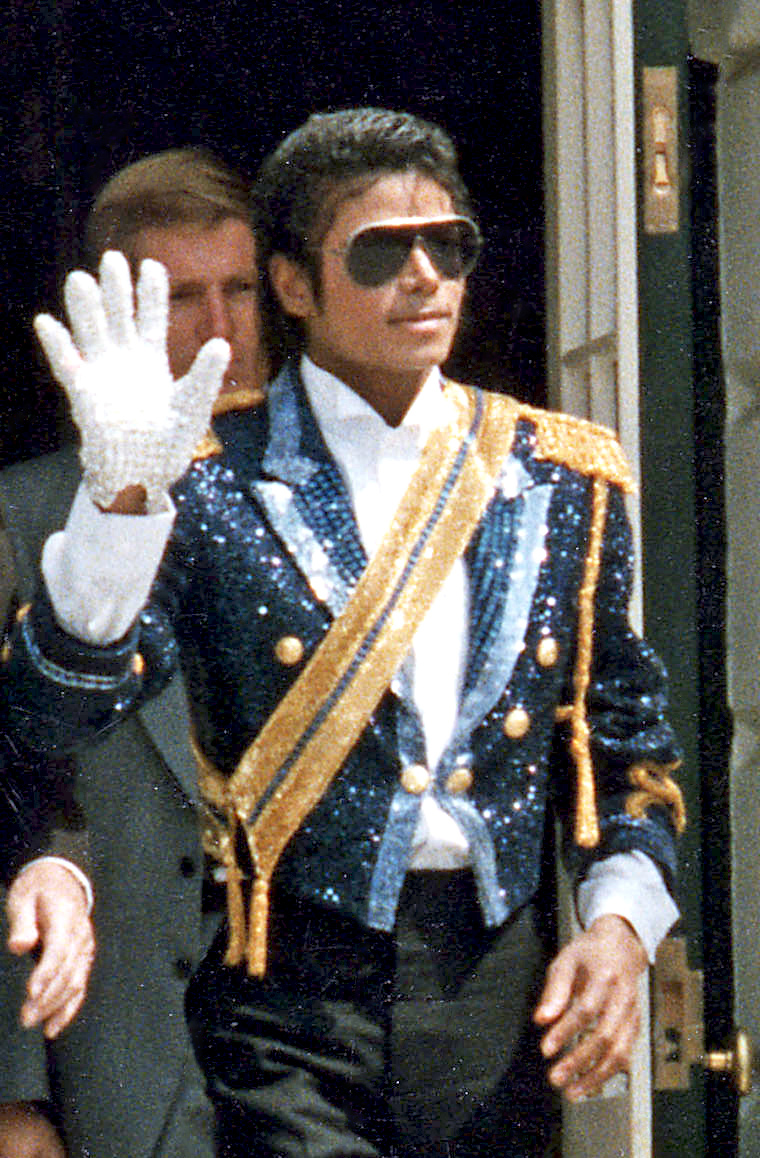
Thriller, il sesto album in studio di Michael Jackson, è rimasto 22 settimane non consecutive alla numero uno nel 1983, e grazie alle più di 15 milioni di copie vendute è diventato l'album più venduto dell'anno. Ha vinto anche il Grammy Awards per l'Album dell'anno.

Di seguito è proposta la lista degli album al numero uno nella Billboard 200 nel 1983.
La Billboard 200, pubblicata settimanalmente dalla rivista Billboard, considera gli album e gli EP più venduti negli Stati Uniti. Nel 1983 il nome della classifica era Top LP & Tape. Prima che la Nielsen SoundScan iniziasse il tracciamento delle vendite nel 1991, Billboard stimava le vendite degli album chiedendo a campione i dati ai vari negozi della nazione, raccolti tramite telefono, fax o messaggio. I dati raccolti nei vari negozi si basavano principalmente sulla popolarità degli album e non sulle vendite effettive.
Durante il 1983, sono stati sei gli album che hanno raggiunto la numero uno della Billboard 200. Di questi, l'album di debutto della band australiana Men at Work, Business as Usual, aveva iniziato il suo dominio nel 1982, spendendo un totale di 15 settimane alla prima posizione e venendo certificato quattro volte platino dalla RIAA nel 1984. Thriller, il sesto album in studio di Michael Jackson, venne pubblicato nel novembre del 1982. Durante il 1983 è rimasto in vetta alla classifica per 22 settimane non consecutive, alle quali si aggiungono altre 15 settimane consecutive nel 1984, per un totale di 37 settimane non consecutive. Thriller vinse otto Grammy Awards, inclusi quello per l'album dell'anno alla 26ª edizione, ed è stato l'album più venduto del 1983 con più di 15 milioni di copie vendute.  Nel 2008, 25 anni dopo la sua pubblicazione, l'album è stato aggiunto alla Grammy Hall of Fame, e qualche settimana dopo, venne conservato al Library of Congress nel National Recording Registry come "culturalmente significativo".
Flashdance, la colonna sonora dell'omonimo musical e film del 1983, ha raggiunto la prima posizione per due settimane, vincendo anche il Grammy Award per la miglior colonna sonora. Il New York Times ha considerato i Police come la band rock più influente dell'anno. Nel 1983 il gruppo ha pubblicato il loro quinto e ultimo album, Synchronicity. L'album è rimasto al numero uno per 17 settimane non consecutive ed è stato certificato quattro volte platino dalla RIAA nel 1984.

## Billboard 200
| † | Indica l'album con le migliori prestazioni del 1983 |

| Data         | Album             | Artista         | Tot. sett. #1 | Fonti  |
| ------------ | ----------------- | --------------- | ------------- | ------ |
| 1º gennaio   | Business as Usual | Men at Work     | 15            | [ 10 ] |
| 8 gennaio    | Business as Usual | Men at Work     | 15            | [ 11 ] |
| 15 gennaio   | Business as Usual | Men at Work     | 15            | [ 12 ] |
| 22 gennaio   | Business as Usual | Men at Work     | 15            | [ 13 ] |
| 29 gennaio   | Business as Usual | Men at Work     | 15            | [ 14 ] |
| 5 febbraio   | Business as Usual | Men at Work     | 15            | [ 15 ] |
| 12 febbraio  | Business as Usual | Men at Work     | 15            | [ 16 ] |
| 19 febbraio  | Business as Usual | Men at Work     | 15            | [ 17 ] |
| 26 febbraio  | Thriller          | Michael Jackson | 37            | [ 18 ] |
| 5 marzo      | Thriller          | Michael Jackson | 37            | [ 19 ] |
| 12 marzo     | Thriller          | Michael Jackson | 37            | [ 20 ] |
| 19 marzo     | Thriller          | Michael Jackson | 37            | [ 21 ] |
| 26 marzo     | Thriller          | Michael Jackson | 37            | [ 22 ] |
| 2 aprile     | Thriller          | Michael Jackson | 37            | [ 23 ] |
| 9 aprile     | Thriller          | Michael Jackson | 37            | [ 24 ] |
| 16 aprile    | Thriller          | Michael Jackson | 37            | [ 25 ] |
| 23 aprile    | Thriller          | Michael Jackson | 37            | [ 26 ] |
| 30 aprile    | Thriller          | Michael Jackson | 37            | [ 27 ] |
| 7 maggio     | Thriller          | Michael Jackson | 37            | [ 28 ] |
| 14 maggio    | Thriller          | Michael Jackson | 37            | [ 29 ] |
| 21 maggio    | Thriller          | Michael Jackson | 37            | [ 30 ] |
| 28 maggio    | Thriller          | Michael Jackson | 37            | [ 31 ] |
| 4 giugno     | Thriller          | Michael Jackson | 37            | [ 32 ] |
| 11 giugno    | Thriller          | Michael Jackson | 37            | [ 33 ] |
| 18 giugno    | Thriller          | Michael Jackson | 37            | [ 34 ] |
| 25 giugno    | Flashdance        | Artisti vari    | 2             | [ 35 ] |
| 2 luglio     | Flashdance        | Artisti vari    | 2             | [ 36 ] |
| 9 luglio     | Thriller          | Michael Jackson | 37            | [ 37 ] |
| 16 luglio    | Thriller          | Michael Jackson | 37            | [ 38 ] |
| 23 luglio    | Synchronicity     | The Police      | 17            | [ 39 ] |
| 30 luglio    | Synchronicity     | The Police      | 17            | [ 40 ] |
| 6 agosto     | Synchronicity     | The Police      | 17            | [ 41 ] |
| 13 agosto    | Synchronicity     | The Police      | 17            | [ 42 ] |
| 20 agosto    | Synchronicity     | The Police      | 17            | [ 43 ] |
| 27 agosto    | Synchronicity     | The Police      | 17            | [ 44 ] |
| 3 settembre  | Synchronicity     | The Police      | 17            | [ 45 ] |
| 10 settembre | Thriller          | Michael Jackson | 37            | [ 46 ] |
| 17 settembre | Synchronicity     | The Police      | 17            | [ 47 ] |
| 24 settembre | Synchronicity     | The Police      | 17            | [ 48 ] |
| 1º ottobre   | Synchronicity     | The Police      | 17            | [ 49 ] |
| 8 ottobre    | Synchronicity     | The Police      | 17            | [ 50 ] |
| 15 ottobre   | Synchronicity     | The Police      | 17            | [ 51 ] |
| 22 ottobre   | Synchronicity     | The Police      | 17            | [ 52 ] |
| 29 ottobre   | Synchronicity     | The Police      | 17            | [ 53 ] |
| 5 novembre   | Synchronicity     | The Police      | 17            | [ 54 ] |
| 12 novembre  | Synchronicity     | The Police      | 17            | [ 55 ] |
| 19 novembre  | Synchronicity     | The Police      | 17            | [ 56 ] |
| 26 novembre  | Metal Health      | Quiet Riot      | 1             | [ 57 ] |
| 3 dicembre   | Can't Slow Down   | Lionel Richie   | 3             | [ 58 ] |
| 10 dicembre  | Can't Slow Down   | Lionel Richie   | 3             | [ 59 ] |
| 17 dicembre  | Can't Slow Down   | Lionel Richie   | 3             | [ 60 ] |
| 24 dicembre  | Thriller          | Michael Jackson | 37            | [ 61 ] |
| 31 dicembre  | Thriller          | Michael Jackson | 37            | [ 62 ] |

Note:
1. ↑  Ha raggiunto il numero uno anche nel 1982
2. 1 2 3 4  Ha raggiunto il numero uno anche nel 1984